# كارل ستوكس
كارل ستوكس هو دبلوماسي ومحامي وقاضي وسياسي أمريكي، ولد في 21 يونيو 1927 في كليفلاند في الولايات المتحدة، وتوفي بنفس المكان في 3 أبريل 1996 بسبب سرطان المريء. نشط حزبياً في الحزب الديمقراطي. وقد انتخب عضو مجلس نواب أوهايو ‏ وانتخب Mayor of Cleveland ‏ (1968 – 1971).

## وصلات خارجية
- كارل ستوكس على موقع الموسوعة البريطانية (الإنجليزية)
- كارل ستوكس على موقع ميوزك برينز (الإنجليزية)
- كارل ستوكس على موقع إن إن دي بي (الإنجليزية)